# Сојервуд (Охајо)
Сојервуд (енгл. Sawyerwood) насељено је место без административног статуса у америчкој савезној држави Охајо.

## Демографија
По попису из 2010. године број становника је 1.540.
| Група             | 2000.    | 2010.         |
| Белци             | 0 (0,0%) | 1.469 (95,4%) |
| Афроамериканци    | 0 (0,0%) | 19 (1,2%)     |
| Азијати           | 0 (0,0%) | 3 (0,2%)      |
| Хиспаноамериканци | 0 (0,0%) | 19 (1,2%)     |
| Укупно            | 0        | 1.540         |